# Plate-forme (route)
Pour les articles homonymes, voir Plate-forme.
La plateforme ou plate-forme d’une route désigne, au sens géométrique, la surface de la route qui comprend la ou les chaussées, les accotements et éventuellement les terre-pleins. Elle peut aussi désigner la structure qui supporte la chaussée.

Plate-forme routière.

Composition de la Plate-forme routière : accotements + chaussée.

## Limites géométriques de la plate-forme
La plate-forme ne comprend pas, en général et par convention, les arrondis de raccordement avec les espaces contigus que sont les dépendances de la route (fossés ou talus éventuels). Ainsi elle est définie en France comme étant le point situé à 0,50 m en deçà du point de rencontre des tangentes. 
En déblai, elle ne comprend pas la zone de transition entre l'accotement et la cunette ou le fossé ; la distance horizontale entre la limite de plate-forme et le talus dépend des débits d'eaux de ruissèlement à évacuer.

## Équipements
La plate-forme peut supporter, à l'intérieur de ses limites, les équipements que peuvent recevoir les accotements, chaussées et terre-pleins à savoir les équipements de signalisation, d’exploitation ou de sécurité.